# Stinkender Warzenpilz

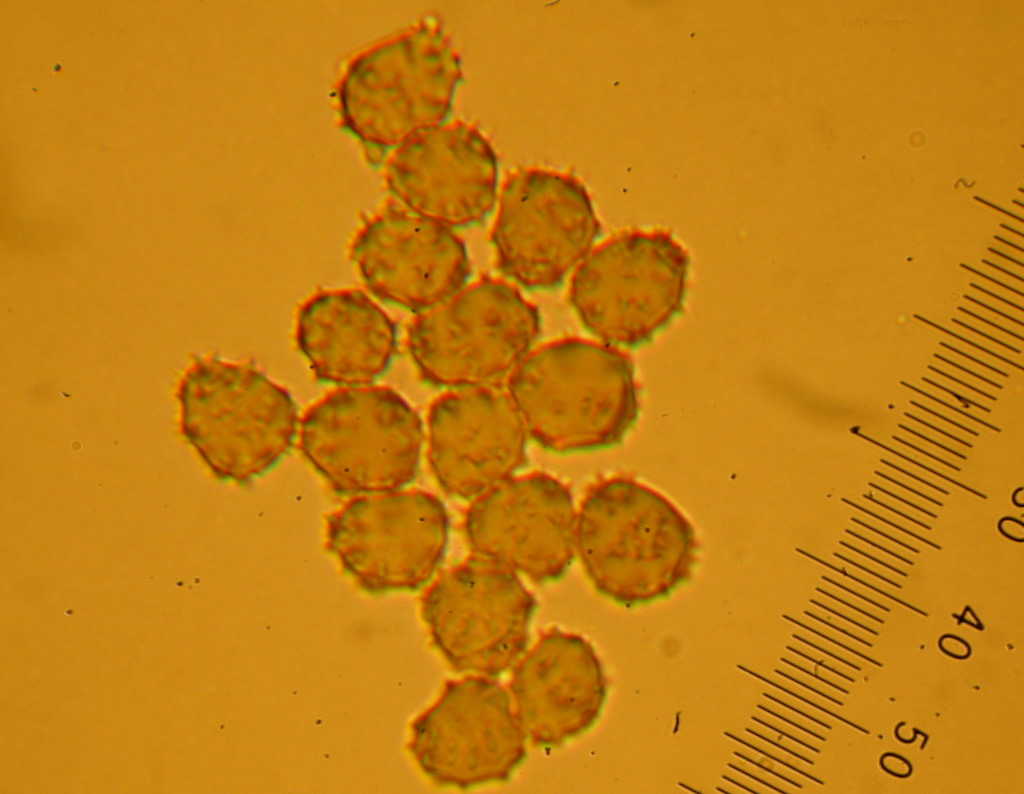
Die Sporen des Stinkenden Warzenpilzes unter dem Mikroskop

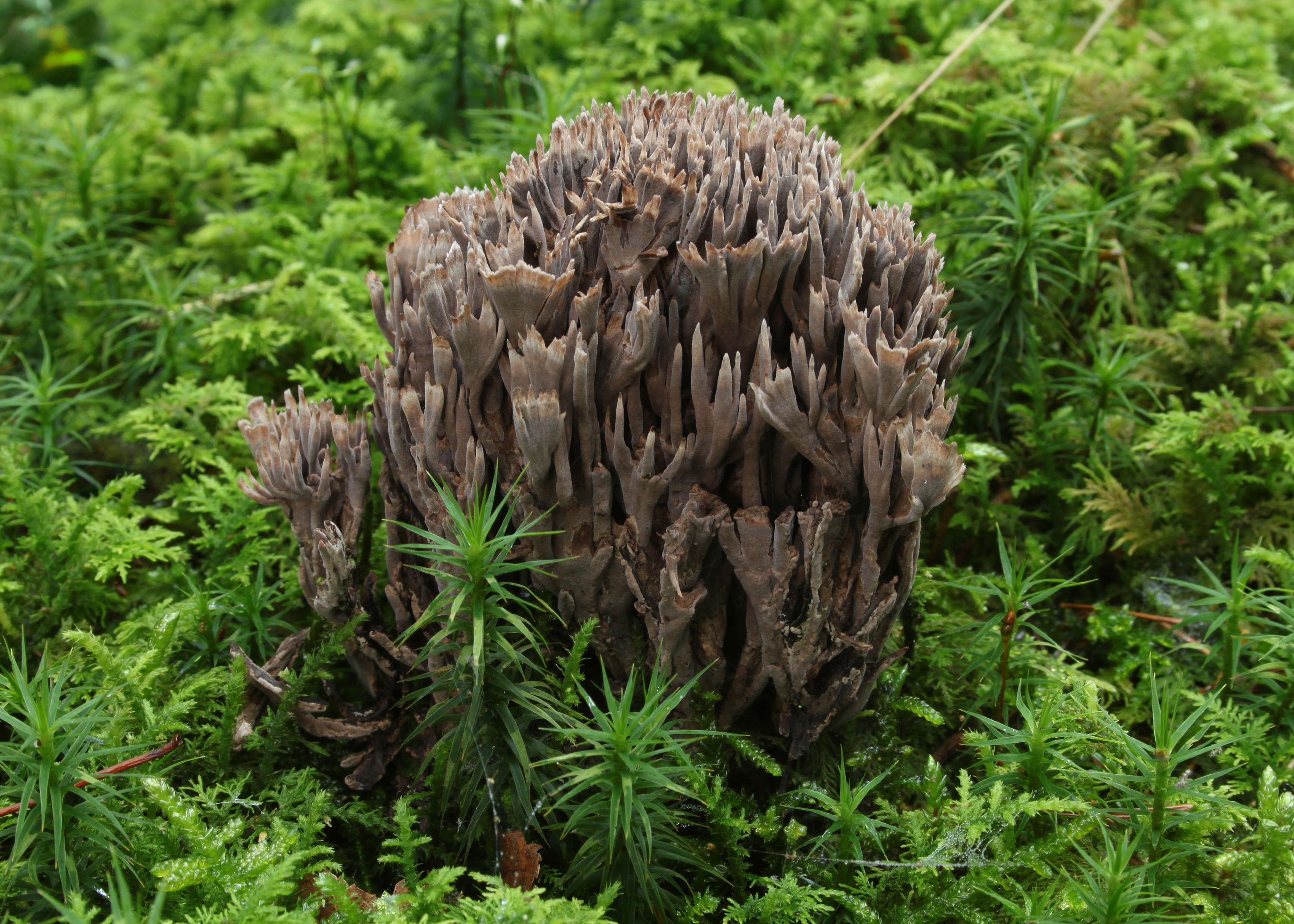
Bei Biberach entdecktes Exemplar des Stinkenden Warzenpilzes

Der Stinkende Warzenpilz (Thelephora palmata), auch Stinkender Erdwarzenpilz, Stinkende Lederkoralle, ist eine Pilzart aus der Familie der Warzenpilzverwandten (Thelephoraceae).

## Merkmale
Der Stinkende Warzenpilz wächst aus einer kurzen, stielartigen Basis und verzweigt sich korallenartig zu Ästen mit einem platten und breiten Ende. Die Fruchtkörper des Stinkenden Warzenpilzes sind bis zu 12 cm hoch und 7 cm breit. Sie sind jung weißlich, hellbraun oder hellgrau, ausgewachsen graubraun oder dunkelbraun mit weißlichen Enden.
Sehr junge Exemplare des Stinkenden Warzenpilzes können einen nur schwach ausgeprägten Geruch aufweisen, ausgewachsene Fruchtkörper riechen jedoch penetrant nach verfaulendem Kohl, wobei der Gestank beim Trocknen sogar stärker wird. Das Fleisch des Pilzes ist ledrig und korkig-zäh, der Geschmack widerlich. Der Stinkende Warzenpilz zeigt eine charakteristische Farbreaktion mit Kalilauge (KOH); diese färbt einen Dünnschnitt des Stielfleisches intensiv blau.
Das Sporenpulver des Stinkenden Warzenpilzes ist braun (dunkel purpurbraun); die Sporen sind unter dem Mikroskop stumpfstachelig („warzig“), rundlich bis breitelliptisch (9–12 × 6–9 µm). An den Septen der Hyphen befinden sich Schnallen.

## Ökologie und Phänologie
Der Stinkende Warzenpilz bildet eine Mykorrhiza mit Fichten oder Kiefern. In moosigen, etwas feuchteren Nadelwäldern ist er von Juli bis November anzutreffen, oft etwas versteckt in der Nadelstreu. Er schätzt saure, sandige Böden.

## Verbreitung
Der Stinkende Warzenpilz ist in ganz Mitteleuropa verbreitet, jedoch in Südeuropa selten. Er ist regional mäßig häufig. Außerdem ist er in Nordamerika, Asien und Australien anzutreffen.

## Artabgrenzung
Der Stinkende Warzenpilz ist bereits optisch kaum verwechselbar. Eine entfernte Ähnlichkeit weisen beispielsweise andere Warzenpilze, Korallen oder Keulenpilze (z. B. der Graue Keulenpilz) auf; keine der äußerlich ähnlichen Arten hat jedoch einen vergleichbar unangenehmen Geruch.

## Verwendung
Der Stinkende Warzenpilz ist als Speisepilz wertlos, doch wurden seine Fruchtkörper früher benutzt, um Wolle blaugrün zu färben. Hierzu bereitete man einen auf pH-Wert 9 eingestellten Sud des Pilzes zu.

## Etymologie
Das Epitheton palmata („handförmig“) ist abgeleitet von lat. palma „Handfläche“ und bezieht sich auf die handförmig verästelte Form.